# 이피아나사
이피아나사(Iphianassa)는 그리스 신화에 나오는 프로이토스의 딸이다. 아르고스의 왕인 프로이토스가 스테네보이아와의 사이에서 낳은 세 명의 딸들 가운데 하나이다. 프로이토스 왕의 딸들인 리시페와 이피노에, 이피아나사는 신들에게 불경함을 저지른 죄로 미쳐버렸다. 디오니소스 숭배 의식에 참여하지 않았기 때문이라는 설도 있고 헤라 여신의 나무 신상을 조롱했기 때문이라는 이야기도 있다. 그녀들은 자신들을 암소라고 여기며 들판 여기저기를 배회하고 다니는 바람에 피부병에 시달리고 머리카락도 빠져 점차 아름다움을 잃어갔다. 그 때 예언자 멜람푸스가 나타나 아르고스 왕국을 나누어 통치한다는 조건으로 특별한 약과 정화의식을 이용해 그녀들을 낫게 해주었다고 한다.